# 旧日本基督教団沼田教会紀念会堂
旧日本基督教団沼田教会紀念会堂（きゅうにほんキリストきょうだん ぬまたきょうかいきねんかいどう）は、群馬県沼田市上之町の大正ロマンエリアにあるキリスト教の教会建築。登録有形文化財。

## 歴史

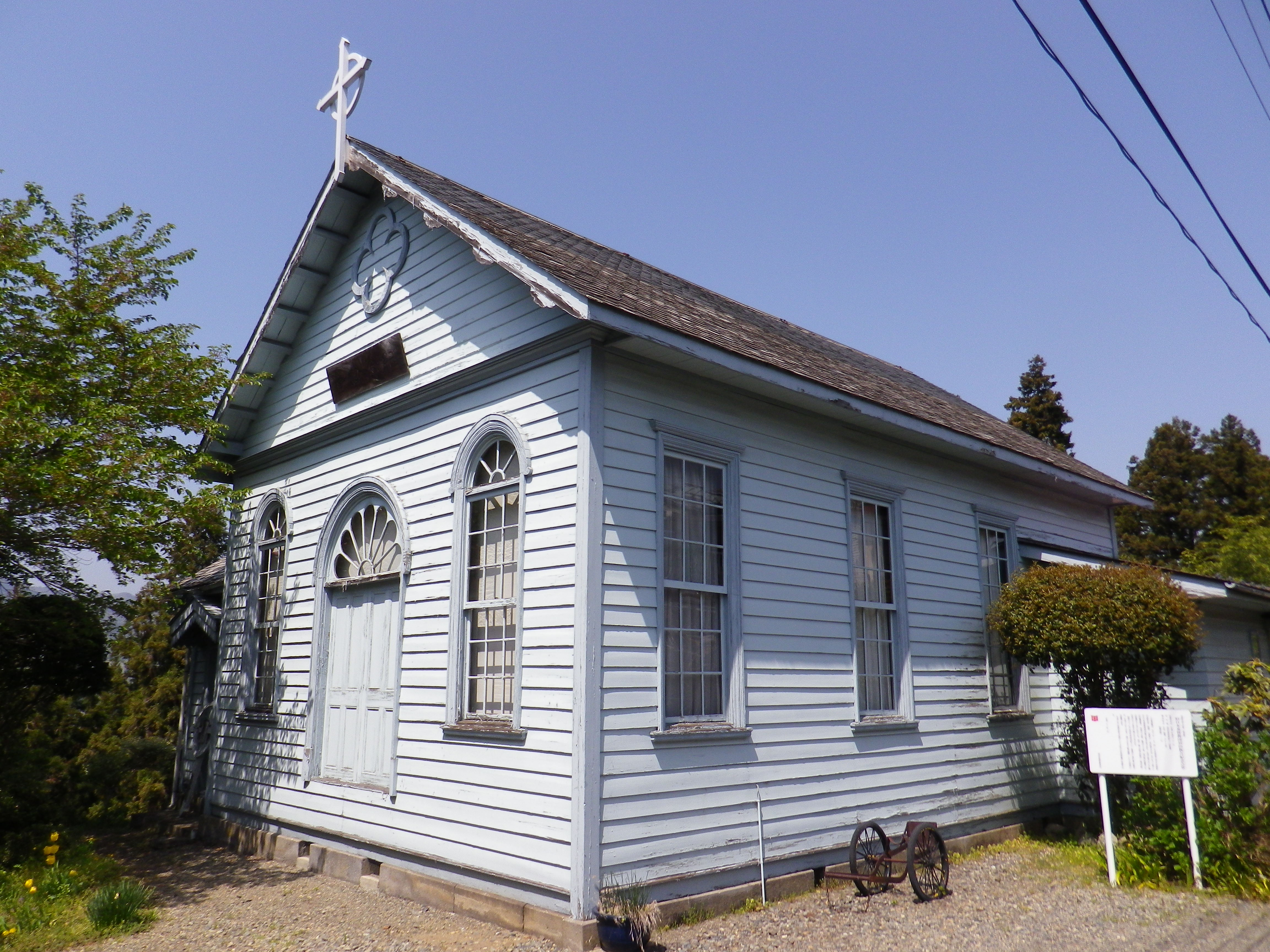
沼田公園時代

1914年（大正3年）に沼田市街地に建設された。
1988年（昭和63年）には沼田市街地から沼田公園に隣接する住宅街（いずれも西倉内町）に移築され、関口コオきり絵美術館（せきぐちコオきりえびじゅつかん）として利用されていた。
2020年（令和2年）には沼田公園の再整備に伴い、沼田市上之町の大正ロマンエリアに再移築された。群馬県内に現存するキリスト教会建築としては、1887年（明治20年）の名久田教会（高山村）、1897年（明治30年）の日本基督教団島村教会教会堂（伊勢崎市）に次いで古い。

## 建築
スレート葺木造2階建建築。設計と施工は埼玉県和戸（現在の宮代町）出身の大工である小菅幸之助。生糸貿易で栄えた星野家の寄付で建てられた。
沼田市内では数少ない大正時代の洋風建築物で、外壁の下見板、縦長のギロチン窓、急勾配の屋根などが時代の特徴を示している。